# Budweiser
Pour l'auteur de bande dessinée, voir Bud E. Weyser.
Pour les articles homonymes, voir Bud.
Le terme Budweiser désigne trois marques de bières concurrentes :
- la Budweiser Bier produite en République tchèque (fondée en 1795 et ayant commencé à exporter aux États-Unis en 1871) ;
- la Budweiser Budvar ou Budějovický Budvar produite en République tchèque (fondée en 1895) ;
- l’American Bud produite au Canada et aux États-Unis depuis 1876.

## Conflit commercial
Il s'agit du plus ancien conflit commercial encore irrésolu à ce jour, puisque les premières traces de procès datent de 1880. Aujourd'hui, le nombre de procès entre les deux compagnies (Anheuser-Busch et Budějovický Budvar národní podnik) est estimé à 110, même si, depuis 1907, un compromis entre les deux sociétés réserve le nom Budweiser à la marque bohémienne (devenue tchèque depuis) en Europe (excepté pour les îles Britanniques où les deux compagnies peuvent utiliser le nom) et à la marque américaine aux États-Unis et au Canada. En Europe, la bière américaine est distribuée sous les noms d’Anheuser-Busch B en Allemagne, en Autriche et en Suisse et sous le nom de Bud dans les autres pays. Les Tchèques ont toujours avancé que Budweiser n'est pas un nom générique mais doit se rapporter à une bière brassée à Budweis (České Budějovice).
Un accord signé le 8 janvier 2007 entre Anheuser-Busch et Budějovický Budvar Národní Podnik (BBNP) avait marqué une évolution importante dans le conflit commercial entre les deux brasseurs. Anheuser-Busch devient l'importateur américain de la bière Czechvar Premium (nom de la Budweiser Budvar aux États-Unis) et intègre la marque à sa force de vente permettant ainsi un positionnement fort sur le segment des bières importées aux États-Unis, segment en forte croissance : 7 % en 2005 et plus de 10 % en 2006. Le partenariat avec AB InBev s'est terminé en janvier 2012, et en juillet de cette année, United States Beverage a pris la responsabilité des ventes et de la mercatique de Czechvar aux États-Unis.
Un verdict de la Cour européenne de justice de juillet 2010 stipule que Budweiser Budvar a l’usage exclusif de la marque Budweiser dans l'ensemble de l'Union européenne,.
En janvier 2013, Budweiser Budvar a gagné 89 de ses 124 procès avec Anheuser-Busch et huit se sont terminés par une conciliation.